# Brežane
Brežane (cyr. Брежане) – wieś w Serbii, w okręgu braniczewskim, w mieście Požarevac. W 2011 roku liczyła 873 mieszkańców.